# Desamor en 7 pecados
Desamor en 7 Pecados es el primer álbum de estudio en formato Extended Play (EP) del cantautor ecuatoriano Narváez como solista, fue lanzado al mercado en 2011. Contiene siete canciones, de las cuales se desprendieron los sencillos  Tan Grande  2011 y Volver a verte 2013.

## Lista de canciones
| N.º | Título                 | Duración |  |
| 1.  | «Canciones»            | 3:36     |  |
| 2.  | «Una vez»              | 4:43     |  |
| 3.  | «Tan Grande»           | 3:50     |  |
| 4.  | «Volver a verte»       | 3:46     |  |
| 5.  | «La Confundida»        | 3:51     |  |
| 6.  | «La que un día conocí» | 3:26     |  |
| 7.  | «A nueve metros»       | 3:57     |  |

- Datos: Q17154999